# Chajbullinskij rajon
Il Chajbullinskij rajon (in russo Хайбуллинский район?) è un municipal'nyj rajon della Repubblica della Baschiria, nella Russia europea.